# Brigitte Mohnhaupt
Brigitte Margret Ida Mohnhaupt, född 24 juni 1949 i Rheinberg, Nordrhein-Westfalen, Tyskland, är en tysk före detta terrorist, nära knuten till andra generationen av Röda armé-fraktionen (RAF). Hon ingick i Kommando Siegfried Hausner. Mohnhaupt anses tillsammans med Christian Klar ha planerat den rad av attentat som genomfördes av RAF under 1977, bland annat mordet på Jürgen Ponto och kidnappningen och mordet på Hanns-Martin Schleyer. Hon greps i november 1982.
12 februari 2007 beslutade en domstol i Stuttgart att hon skulle friges villkorligt då domstolen bedömde att hon inte längre utgjorde en säkerhetsrisk. Frigivandet skedde 25 mars samma år.

## Film
Historien om Röda Armé-fraktionen har filmatiserats av Uli Edel. Filmen Der Baader Meinhof Komplex bygger på Stefan Austs bok med samma namn. Brigitte Mohnhaupt är mestadels med i slutet av filmen.